# H. Olliver Twisted
H. Olliver Twisted, född 19 maj 1983, (artistnamn för Olli Herman Kosunen från Kuopio) kommer från Finland och sjöng i det svenska sleazerockbandet Crashdïet mellan december 2006 och juli 2008. Han ersatte den förre sångaren, och skaparen av Crashdïet, Dave Lepard som avled 2006. Kosunen sjunger nu i det finska bandet Reckless Love. 
Avhoppet från Crashdiet berodde på att Kosunen inte var villig att satsa lika mycket på Crashdiet som de övriga i bandet, eftersom han också satsar på sitt finska band Reckless Love. 
Kosunen gifte sig med Noora Niemelä den 11 februari 2012 i Tammerfors, Finland. Han har tatuerat hennes namn. Den 9 februari 2017 bekräftade Kosunen att han och Noora Niemelä ska skilja sig. I februari 2022 blev Kosunen far till en son.

## Diskografi (urval)

### Med Crashdïet
Studioalbum
- 2007 – The Unattractive Revolution

Singlar
- 2007 – "In the Raw"
- 2008 – "Falling Rain"[4]

### Med Reckless Love
Studioalbum
- 2010 – Reckless Love
- 2011 – Animal Attraction
- 2013 – Spirit
- 2016 – InVader

EP
- 2006 – Speed Princess
- 2010 – Romance
- 2012 – Born to Break Your Heart

Singlar
- 2009 – "Beautiful Bomb"
- 2010 – "Romance"
- 2011 – "Hot"
- 2011 – "Animal Attraction"
- 2012 – "On the Radio"
- 2013 – "Night on Fire"
- 2013 – "So Happy I Could Die"
- 2015 – "Keep It Up All Night"